# Плиска (град)
Плиска (буг. Плиска) је главни град Првог бугарског царства као и малог оближног града у Шуменској области, око 400 km североисточно од Софије, који се до 1925. звао Абоба.
Плиску је основао га је кан Аспарух и била је главни град Бугарске од 681. до 893. године. Уништена је 972. године и никада више није изграђена. Налазила се на доста великом простору од 23 km² а зидови унутрашње тврђаве су дебели 2.6 m и високи 12 m.
Данашњи град Плиска налази се око 3 km од бившег старог града и има 1.126 становника.

## Галерија
Велика Базилика: